# جمعية زهرة لسرطان الثدي
جمعية زهرة هي جمعية سعودية خيرية تقوم رسالتها على نشر المعرفة والوعي الوقائي، ومشاركة ومساندة القطاعات الصحية قي الحد من انتشار مرض سرطان الثدي .

## بدايات الجمعية
بدأ العمل بالبرنامج التوعوي لسرطان الثدي بفكرة من الدكتورة/ سعاد بنت محمد بن عامر أوائل عام 1421هـ/2001م وذلك بإقامة ورش عمل وندوات توعوية في عدد من الجامعات والمدارس و المراكز النسائية في مدينة الرياض .
ثم توسع النشاط التوعوي وتطور بتشكيل لجنة البرنامج الوطني للتوعية بسرطان الثدي عام 1424هـ/2003م برئاسة الدكتورة/ سعاد بنت محمد بن عامر رئيسة وحدة أبحاث سرطان الثدي بمستشفى الملك فيصل التخصصي و مركز الأبحاث بالرياض، وتضم اللجنة نخبة من المتخصصات في مجالات مختلفة من مستشفيات عِدة في مدينة الرياض .
ثم تم تأسيس جمعية زهرة لسرطان الثدي أوائل عام 1428هـ/2007م برئاسة صاحبة السمو الملكي الأميرة/ هيفاء الفيصل بن عبد العزيز آل سعود.

## أهداف الجمعية
- تنفيذ البرامج التوعوية بسرطان الثدي
- تفعيل برنامج المسح الشامل بالسعودية
- تقديم خدمات متخصصة للمريضات والمتعافيات
- دعم الدراسات العلمية المختصة بسرطان الثدي
- تفعيل البرامج التدريبية لتطوير الكفاءات السعودية في مجال سرطان الثدي[2]

## عضوية الجمعية
حصلت جمعية زهرة على عضوية بعض المنظمات الدولية والمعنية بالمرض وهي:
- الاتحاد الدولي لمكافحة السرطان -UICC
- الاتحاد الخليجي لمكافحة السرطان
- تحالف المنظمات غير الحكومية لمكافحة داء السرطان بدول شرق المتوسط .